# Fat Princess
Fat Princess — видеоигра в жанре тактики в реальном времени, выпущенная эксклюзивно для игровой консоли PlayStation 3. Разработана Titan Studios и издана Sony Computer Entertainment в Северной Америке, Европе и Бразилии 30 июля 2009 года. Игра полностью переведена на русский язык.

## Геймплей
Fat Princess — многопользовательская игра с возможным максимальным участием до 32 человек, где задача каждого игрока — спасти свою принцессу и не дать врагу спасти свою. Игроки могут подбирать и носить торт для того, чтобы накормить принцессу. От каждого кусочка принцесса становится тяжелее: чем больше она съест, тем сложнее противнику будет отнести её к своему замку. Каждый игрок вносит свой вклад в победу команды.
Игроки могут изменять своего персонажа и способности, подбирая шляпы, созданные в замке своей команды. Шляпы также можно найти в зоне конфликта, где враги погибли. Игра содержит 6 классов персонажей. В блоге Titan Studios критиковали за большое количество дополнительных классов, в том числе повара, гитариста и царя. Каждый класс имеет свой собственный уникальный набор умений и навыков. Классы могут быть обновлены, если рабочий, собрав нужное количество ресурсов, модернизирует шляпную установку. Обновление обеспечивает альтернативным оружием каждый класс.

### Стандартные классы
Крестьянин: класс по умолчанию. Они не имеют никакого оружия, но могут оглушать врагов, после чего те на время теряют управление. За каждый удар получает 2 очка. Имеет два сердечка здоровья (самый низкий).
Воин: низший класс, но самый важный. Начальная градация: щит (возможность блокировки стрел) и меч, после модернизации — копьё. Всего 6 сердечек здоровья (высокий).
Рабочий: второй класс. Начальная градация: топор, после модернизации — бомбы. Рабочие могут улучшать шляпные установки, строить осадные устройства, а также собирать ресурсы. Всего 4 сердечка.
Разведчик: начинают с луком, который может повредить врага на большом расстоянии, после обновления — мушкет. Мушкет более мощный, чем лук, но с меньшей скоростью снаряда. Разведчик может также поджигать стрелы в факелах, расположенных на стенах замка. С 5 сердечками.
Маг: начинает с магией огня, который наносит ущерб с течением времени. Обновление — магия льда, которой можно заморозить врагов на месте. Маг может стрелять во врагов на расстоянии, как разведчик, или использовать заклинание на участке земли вокруг себя, где ущерб отражается на всех окружающих врагах. С 4 сердечками.
Аббат: исцеляет дружественные силы лечебным лучом. Как и маг, аббат может задействовать заклинание, но вместо повреждения всем противникам заклинание исцеляет союзников в пределах зоны. Модернизированный аббат имеет возможность забирать здоровье врагов. Темный аббат (Жрец) тоже наносит ущерб в радиусе действия заклинания, которое не позволяет аббатам врага исцелять его команду, а также в пределах диапазона вызывает у врагов временную потерю контроля над движением. С 4 сердечками.

### Дополнительные классы
Существуют и другие классы в игре, некоторые из них разблокируются в конце раунда. Монах и большая курица технически не могут быть получены во время игры, но могут быть использованы в течение 1 минуты после неё, предназначенной для голосования за следующую карту.
Монах: вооружëн косой. Монах может быть разблокирован тем, кто имеет самое большое количество баллов в игре, и если он находился в команде-победителе.
Большая курица: такая же, как нормальная курица из волшебных зелий, но крупнее и сильнее. Её разблокирует тот игрок, у которого будет больше всего очков и если он находился в проигравшей команде. Она может перепрыгнуть вражеские ворота. Большая курица и монах убивают врага с одного удара. Также известно, что монах и большая курица смертны. После смерти из них выпадает разноцветный шар, а игрок, взявший его, превращается в монаха вне зависимости от количества его очков.

### Новые роли
19 июня 2010 года в PlayStation Store поступил в продажу дополнительный набор «Новые роли», в который входили три новых класса: «Пират», «Ниндзя» и «Гигант». Вместе с этим набором было выпущено бесплатное дополнение. Оно содержало в себе поддержку для разделения экрана в режиме совместной игры, возможность создать свой клан и защитить паролем частную игру.
Ниндзя: ниндзя имеет возможность  идти невидимым на короткий период времени. Он умеет бросать сюрикэны, но его основное оружие — катана. С 6 сердечками здоровья.
Пират: пират использует свою абордажную саблю и пистолет, но его реальное преимущество — особое умение — пушечный выстрел. С 6 сердечками здоровья.
Великан: гигант обладает силой, гораздо большей, чем другие классы. Его уникальная способность позволяет ему собирать противников и съедать их. Он имеет 6 сердечек здоровья и может исцеляться только через поедание врагов, не считая аббата.

### Игра
Доступно несколько режимов игры, в том числе:
- Спасение принцессы
- Захват и грабёж — игрок имеет возможность захватить вражескую принцессу 3 раза
- Вторжение — предусматривает захват более половины форпостов, находящихся на карте
- Командная схватка
- Футбол

Также доступна арена для индивидуальной игры, где игроки могут выбрать класс и бороться с волнами врагов до смерти или до завершения 12-го раунда.

## Разработка
Релиз бета-версии игры состоялся в июне 2009 года.
Существовало несколько мнений о дате релиза игры, прежде чем было подтверждено, что она выйдет 30 июля 2009 года. Хотя некоторые источники указывали, что игра должна быть готова к «концу августа», от команды SCEE PlayStation Store позже выяснилось, что релиз игры может быть «в какой-то момент этого века».

### Fat Princess: Fistful of Cake (PSP)
2 июня 2009 года на E3 2009 Sony Media Briefing объявил для СМИ, что Super Villain Studios находится в процессе создания PSP-версии. Предполагалось, что игра должна быть выпущена осенью 2009 года, а не весной 2010-го, как то утверждали некоторые источники. Согласно Gamespot, игра была выпущена 4 мая 2010 года. Она похожа на версию для консоли PS3, только имеет несколько новых режимов и уровней.

### PlayStation Home
В PlayStation Home с 30 июля по 10 сентября 2009 года Sony провела праздник — игру, в которой игрок приступает к «очень важному кондитерскому приключению». Мероприятие называлось «Fat Princess: Fistful of Cake» («В поисках торта»). В этой игре пользователям надо было охотиться за восемью кусками торта, запертыми в клетках, и, когда им удавалось с успехом сделать это, их вознаграждали троном принцессы для их личной квартиры. Это мероприятие проводилось в европейской и североамериканской версии PlayStation Home в PlayStation Events Space. Мероприятие также состоялось и в азиатской версии Home, но началось оно там 27 августа 2009 года и закончилось 10 сентября того же года.

## Оценка критиков
| Сводный рейтинг      | Сводный рейтинг | Сводный рейтинг |
| Издание              | Оценка          | Оценка          |
| Издание              | PS3             | PSP             |
| -------------------- | --------------- | --------------- |
| GameRankings         | 80,87 %         | 74,96 %         |
| Metacritic           | 79/100          | 74/100          |
| Иноязычные издания   |                 |                 |
| Издание              | Оценка          | Оценка          |
| Издание              | PS3             | PSP             |
| Destructoid          | 9/10            | N/A             |
| Edge                 | 7/10            | N/A             |
| Eurogamer            | 6/10            | N/A             |
| GamePro              | [ 9 ]           | N/A             |
| GameSpot             | 7,5/10          | 6/10            |
| GameSpy              | [ 12 ]          | N/A             |
| GameTrailers         | 8,4/10          | 8/10            |
| IGN                  | 9/10            | 6,8/10          |
| OPMUK                | 8/10            | N/A             |
| The A.V. Club        | B−              | N/A             |
| Teletext GameCentral | 6/10            | N/A             |

Fat Princess получила оценку в 79 баллов из 100 в Metacritic на основе 54 обзоров. Gamerankings дала оценку в 80,63 % на основе 39 обзоров. IGN дал игре 9 / 10 баллов, отметил универсальность игры и обаяние. GameTrailers дал игре 8.4/10, назвав её лучшей игрой для загрузки 2009 года. Некоторые феминистские группы критиковали игру, обвиняя её в предубеждениях против ожирения.